# Teledetección
La teledetección, o detección remota, es la adquisición de información a pequeña o gran escala de un objeto o fenómeno, ya sea usando instrumentos de grabación o instrumentos de escaneo en tiempo real inalámbricos o que no están en contacto directo con el objeto (como por ejemplo aviones, satélites, astronave, boyas o barcos). En la práctica, la teledetección consiste en recoger información a través de diferentes dispositivos de un objeto concreto o un área. Por ejemplo, la observación terrestre o los satélites meteorológicos, las boyas oceánicas y atmosféricas, las imágenes por resonancia magnética (MRI en inglés), la tomografía por emisión de positrones (PET en inglés), los rayos-X y las sondas espaciales son todos ejemplos de teledetección. Actualmente, el término se refiere de manera puntual al uso de tecnologías de sensores para adquisición de imágenes, incluyendo: instrumentos a bordo de satélites o aerotransportados, usos en electrofisiología, y difiere en otros campos relacionados con imágenes como por ejemplo en imagen médica.
Hay dos clases de teledetección principalmente: teledetección pasiva y teledetección activa:
- Los teledetectores pasivos detectan radiación natural emitida o reflejada por el objeto o área circundante que está siendo observada. La luz solar reflejada es uno de los tipos de radiación más comunes medidos por esta clase de teledetección. Algunos ejemplos pueden ser la fotografía, los infrarrojos, los sensores CCD (charge-coupled devices, “dispositivo de cargas eléctricas interconectadas”) y los radiómetros.

- Los teledetectores activos por otra parte emiten energía para poder escanear objetos y áreas con lo que el teledetector mide la radiación reflejada del objetivo. Un radar es un ejemplo de teledetector activo, el cual mide el tiempo que tarda una emisión en ir y volver de un punto, estableciendo así la localización, altura, velocidad y dirección de un objeto determinado.

La teledetección hace posible recoger información de áreas peligrosas o inaccesibles. Algunas aplicaciones pueden ser monitorizar una deforestación en áreas como la cuenca del Amazonas, el efecto del cambio climático en los glaciares y en el Ártico y en el Antártico, y el sondeo en profundidad de las fallas oceánicas y las costas. El colectivo militar, durante la Guerra Fría, hizo uso de esta técnica para recoger información sobre fronteras potencialmente peligrosas. La teledetección remota también reemplaza la lenta y costosa recogida de información sobre el terreno, asegurando además que en el proceso las zonas u objetos analizados no se vean alterados.
Las plataformas orbitales pueden transmitir información de diversas franjas del espectro electromagnético que en colaboración con sensores aéreos o terrestres y un análisis en conjunto, provee a los investigadores con suficiente información para monitorizar la evolución de fenómenos naturales tales como El Niño. Otros usos engloban áreas como las ciencias de la Tierra, en concreto la gestión de recursos naturales, campos de agricultura en términos de uso y conservación, y seguridad nacional.

## Técnicas de Adquisición de Información
La adquisición multi-espectral se basa en la recogida y el análisis de áreas u objetos que emiten o reflejan radiación a un nivel superior al de los objetos circundantes.

### Aplicaciones de la información recogida por teledetección
- El radar convencional se ha asociado principalmente al control del tráfico aéreo, y a la recogida de cierta información meteorológica a gran escala. El radar doppler se usa como apoyo para hacer cumplir con los límites de velocidad locales y también como refuerzo a la recogida de información meteorológica como la velocidad del viento y la dirección del mismo. Otros tipos de recogida de información activa incluye el plasma de la ionosfera. Los radares interferométricos de apertura sintética (Interferometric synthetic aperture radar ) se usan para producir modelos digitales precisos de grandes áreas de terreno.
- Los altímetros por láser y radar en los satélites proveen una gran cantidad de información. Midiendo las protuberancias del agua causadas por la gravedad, mapean las características en el fondo del mar en una resolución de una milla más o menos. Midiendo la altura y la longitud de las olas en el océano, los altímetros miden la velocidad del viento y la dirección, y las de la superficie del océano.
- LIDAR (un acrónimo del inglés Light Detection and Ranging) se conoce en el ámbito de pruebas de rango de armamento, como en los proyectiles guiados por láser. LIDAR se usa para detectar y medir la concentración de varios agentes químicos en la atmósfera, mientras que la rama de paracaidismo LIDAR se usa para medir alturas de objetos y características en la tierra de una manera mucho más precisa que con cualquier tecnología de radares, con importantes aplicaciones en el campo de la hidrogeología, geomorfología y arqueología. La teledetección remota de la vegetación es una de las aplicaciones más relevantes de LIDAR.
- Los radiómetros y fotómetros son los instrumentos usados de manera más común, recogiendo radiación emitida y reflejada en un amplio espectro de frecuencias. (Rango visible, infrarrojos, microondas, rayos gamma y a veces ultravioleta). También pueden usarse para detectar el espectro de emisión de varios agentes químicos, proveyendo así de información sobre la concentración de determinados químicos en la atmósfera.
- La fotografía estereoscópica se ha usado a menudo para hacer mapas topográficos por analistas de terreno en “traficabilidad” y en departamentos de carreteras para rutas potenciales.
- Plataformas multi-espectrales simultáneas como Landsat han estado en uso desde los años 70. Estos mapeadores temáticos toman imágenes en múltiples longitudes de onda del espectro electromagnético y se encuentra normalmente en satélites de observación terrestre, incluyendo (por ejemplo) el programa LandSat o el satélite IKONOS. Estos mapas se pueden usar en la prospección de minerales, detectar o monitorizar el uso de tierras, deforestación, el estado de salud de plantas indígenas y cultivos, incluyendo zonas enteras de cultivo o bosques.
- En el punto de mira contra la desertificación, la teledetección remota permite seguir y monitorizar áreas de riesgo a largo plazo, para determinar factores de desertificación, para apoyar a tomar decisiones en cuanto a tomar medidas para gestionar el entorno y evaluar el impacto que pueden tener esas decisiones.[2]

Geodesia
- La geodesia fue primero usada en la detección aérea submarina y en la recogida de información gravitacional usada en los mapas militares. Esta información revelaba pequeñas perturbaciones en el campo gravitatorio de la Tierra (geodesia) que se podían usar para determinar cambios en la distribución de la masa en la Tierra, lo cual podía usarse para futuros estudios geológicos e hidrológicos.

Acústica y semi-acústica.
- Pasiva: El Sónar se usa para detectar, medir distancias y medidas de objetos bajo el agua y la tierra.
  - Los sismogramas cogidos de diferentes lugares pueden localizar y medir terremotos después de que éstos ocurran comparando la intensidad relativa y el tiempo en que ocurrieron.
- Activa: Los pulsos los usan los geólogos para detectar yacimientos de petróleo.

Para coordinar una serie de observaciones a gran escala, la mayor parte de los sistemas de detección dependen de: la localización de la plataforma, la hora, la rotación y la orientación del sensor. Los instrumentos más actuales usan normalmente información sobre su posición obtenida de los sistemas de navegación por satélite. La rotación y orientación normalmente la determinan con un error de uno o dos grados mediante compases electrónicos. Estos compases miden no sólo el acimut, sino también la altitud, ya que las líneas del campo magnético terrestre en la Tierra tienen una curvatura diferente según la posición en que te encuentres. Si se desean unas orientaciones más exactas, se requiere de un Sistema de Navegación Inercial el cual periódicamente se realinea usando diferentes técnicas, incluyendo la toma de estrellas como referencia o puntos de referencia importantes.
La resolución tiene un impacto bastante importante en la recogida de información; para entenderlo mejor: una menor resolución conlleva un detalle menor y una cobertura mayor; una mayor resolución conlleva por el contrario un detalle mayor pero una cobertura peor. La capacidad para poder determinar la resolución adecuada en cada momento tiene como consecuencia mejores resultados y además evita el colapso de las unidades de almacenamiento y transmisión (una resolución mayor implica un mayor tamaño).

### Procesado de información
La teledetección, si hablamos de manera general, trabaja siguiendo el principio del problema inverso. Mientras que el objeto o fenómeno en cuestión (el estado) no se van a medir de manera directa, existen otras variables que se detectan y miden (la observación), que están intrínsecamente relacionadas con el objeto de interés, a través de un modelo creado por ordenador. Una analogía para entender esto es tratar de determinar el tipo de animal por sus pisadas. Así por ejemplo, ya que es imposible medir directamente la temperatura en las capas altas de la atmósfera, sí es posible medir las emisiones de un cierto espectro de especies químicas conocidas (CO2) en esa región. La frecuencia de dicha emisión se puede relacionar con la temperatura de esa zona a través de varias relaciones termodinámicas.
La calidad de la información recogida a distancia depende de sus resoluciones espacial, espectral, radiométrica y temporal.
Resolución espacial
Es el tamaño de un píxel que se guarda en una imagen rasterizada – los píxeles se corresponden con áreas cuadradas cuyo tamaño varía de 1 a 1000 metros.
Resolución espectral
Es la amplitud de la longitud de onda de las diferentes frecuencias grabadas – normalmente, se relaciona con el número de frecuencias que graba la plataforma. La última flota Landsat, "Landsat 8", comprende 11 bandas diferentes incluyendo varias del espectro infrarrojo; en total adquiere desde los 0,43 μm a los 12,51 μm. El sensor Hyperion en la “Earth Observing-1” gestiona 220 bandas que van desde los 0,4 μm a los 2,5 μm, con una resolución espectral de 0,10 a 0,11 μm por banda recogida.
Resolución radiométrica
Es la capacidad del sensor para distinguir diferentes intensidades de radiación. Normalmente comprende de 8 a 14 bits, correspondiente a los 256 niveles de una escala de grises, y puede llegar a 16 384 intensidades de color en cada banda. También depende del ruido del aparato.
Resolución temporal
Es la frecuencia con la que el avión o satélite sobrevuelan una zona, y solo tiene importancia en estudios para investigar el efecto del paso el tiempo, como en la monitorización de las deforestaciones. El paso de una nube sobre el área u objeto haría necesario repetir el proceso sobre esa zona.
Para poder crear mapas basados en la información recogida por un sensor, la mayoría de los sistemas de teledetección remota lo que hacen es extrapolar la información extraída por el sensor en relación con un punto de referencia, incluyendo distancias entre los puntos conocidos en el terreno. Todo esto depende del tipo de sensor usado. Por ejemplo, en fotografías corrientes, las distancias son más precisas en el centro de la imagen, las cuales se distorsionan al alejarte del centro de la misma. Otro factor importante es el rodillo contra el que se ponen las fotos, hecho que puede causar graves errores en las fotografías cuando éstas se usan para realizar medidas de distancias. Esto se resuelve mediante la georreferenciación, que engloba ayuda por ordenador para relacionar los puntos en la imagen (30 o más por imagen) que se extrapolan usando un punto de referencia establecido previamente, “transformando” la imagen para producir una información espacial más precisa. A principios de los 90, la mayoría de imágenes por satélite vendidas estaban totalmente georreferenciadas. Aparte de esta corrección, las imágenes pueden necesitar de corrección radiométrica y atmosférica.
Corrección radiométrica
Da una escala de valores por píxel. Por ejemplo, la escala monocromática de 0 a 255 se convertirá a valores de radiación actuales.
Corrección atmosférica
Elimina la “neblina” atmosférica reescalando cada banda de frecuencia a su valor mínimo (cada píxel a 0). La digitalización de la información también hace posible manipular los datos cambiando valores en la escala de grises.
La interpretación es la parte crítica del proceso de hacer la información comprensible. La primera aplicación de eso fue en fotografías aéreas, que usaban el siguiente proceso: medidas espaciales con el uso de una mesa iluminada tanto en cobertura convencional simple como estereográfica. Hacer uso de las dimensiones conocidas de los objetos para detectar modificaciones. El análisis de imagen es una aplicación automatizada por ordenador que se está usando cada día más.
El análisis de objetos basados en imágenes (OBIA en inglés) es una subdisciplina de GIScience dedicada a particionar las imágenes de la teledetección remota en imágenes con significado sobre los objetos, y evaluando sus características en una escala especial, temporal y espectral.
La información antigua obtenida de teledetección remota suele ser valiosa porque provee de información a largo plazo de una gran porción geográfica. Al mismo tiempo, la información a menudo es compleja de interpretar y difícil de almacenar. Los sistemas actuales tienden a almacenar todo digitalmente, normalmente sin pérdida de compresión. Lo difícil de todo esto es que la información es frágil y su formato puede ser arcaico y difícil de interpretar, además de ser fácil de falsificar. Uno de los mejores sistemas para almacenar información es en microfilms. Los microfilms normalmente sobreviven en librerías comunes, con un periodo de vida de varios siglos. Pueden crearse, copiarse, archivarse y recogerse por sistemas automatizados. Son tan compactos como la información almacenada en dispositivos magnéticos y aun pueden ser leídos por el ser humano con un mínimo de equipo adecuado para ello.

## Niveles de procesamiento de la información
Para facilitar el dilema del procesamiento de la información, se definieron varios niveles de procesamiento en 1986 por la NASA como parte de su Sistema de Observación de la Tierra se adoptaron tanto en la NASA (por ejemplo,) como en el resto de lugares (por ejemplo,). Estas definiciones son:
| Nivel | Descripción |
| ----- | --- |
| 0     | La información científica recogida está a máxima resolución, ordenada temporalmente y con errores de transmisión, artefactos y duplicados eliminados. |
| 1a    | Información a máxima resolución reconstruida, ordenada cronológicamente y con anotaciones auxiliares como coeficientes de calibración radiométrica y geométrica, y parámetros de georreferencia computados y anotados pero sin aplicarse al nivel 0 de información (o, si se aplican, se aplican de tal forma que ese nivel 0 se pueda recuperar totalmente del nivel 1a). |
| 1b    | La información del nivel 1a ha sido procesada a unidades de detección; no todos los instrumentos tienen información del nivel 1b; la información del nivel 0 es ya irrecuperable. |
| 2     | Variables geofísicas derivadas (altura de las olas del mar, concentraciones de hielo) a la misma resolución y localización que la información del nivel 1. |
| 3     | Las variables son mapeadas uniformemente en "grids" espacio-temporales. |
| 4     | Resultado de los análisis de niveles inferiores (variables que no han sido medidas pero si han sido derivadas de esas medidas). |

Guardar la información del Nivel 1 es fundamental (es el nivel más reversible entre otras cosas) ya que tiene un significado científico y una utilidad importante, y es la base de la generación del resto de niveles. El nivel 2 es el primer nivel usable directamente por la mayoría de las aplicaciones científicas; su valor es mucho mayor que la del resto de niveles inferiores. El nivel 2 tiende a ser menos pesado que el nivel 1 ya que sus parámetros han sido reducidos, o bien temporalmente, espacialmente o espectralmente. El nivel 3 ya es bastante más pequeño que el resto y puede ser manipulado sin temor a incurrir en un manejo inadecuado de los datos. Esta información suele ser más general y útil para la mayoría de las aplicaciones. La organización temporal y espacial del nivel 3 hace factible poder combinar información de otras fuentes.

## Historia

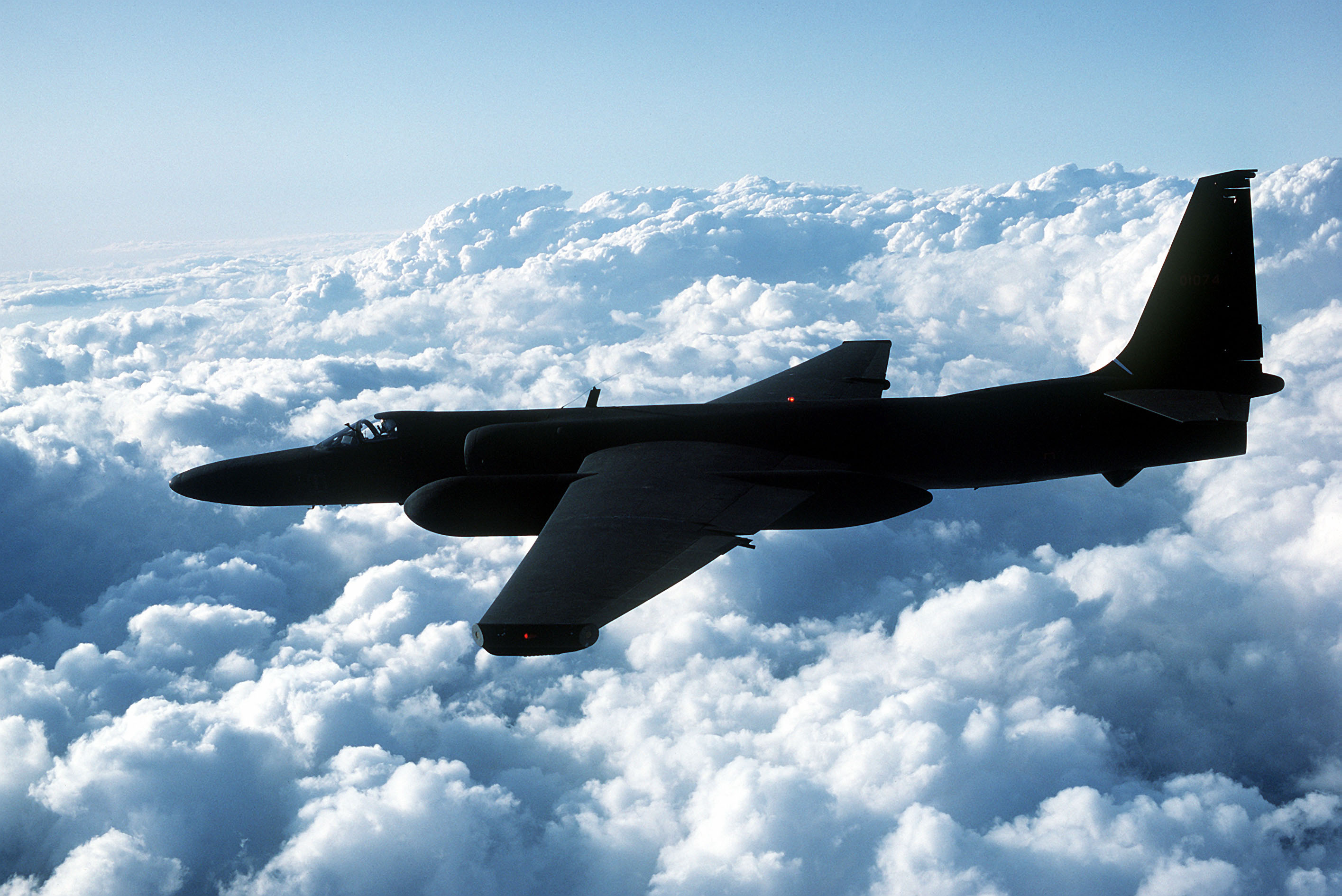
The TR-1 El avión de reconocimiento/vigilancia TR-1.

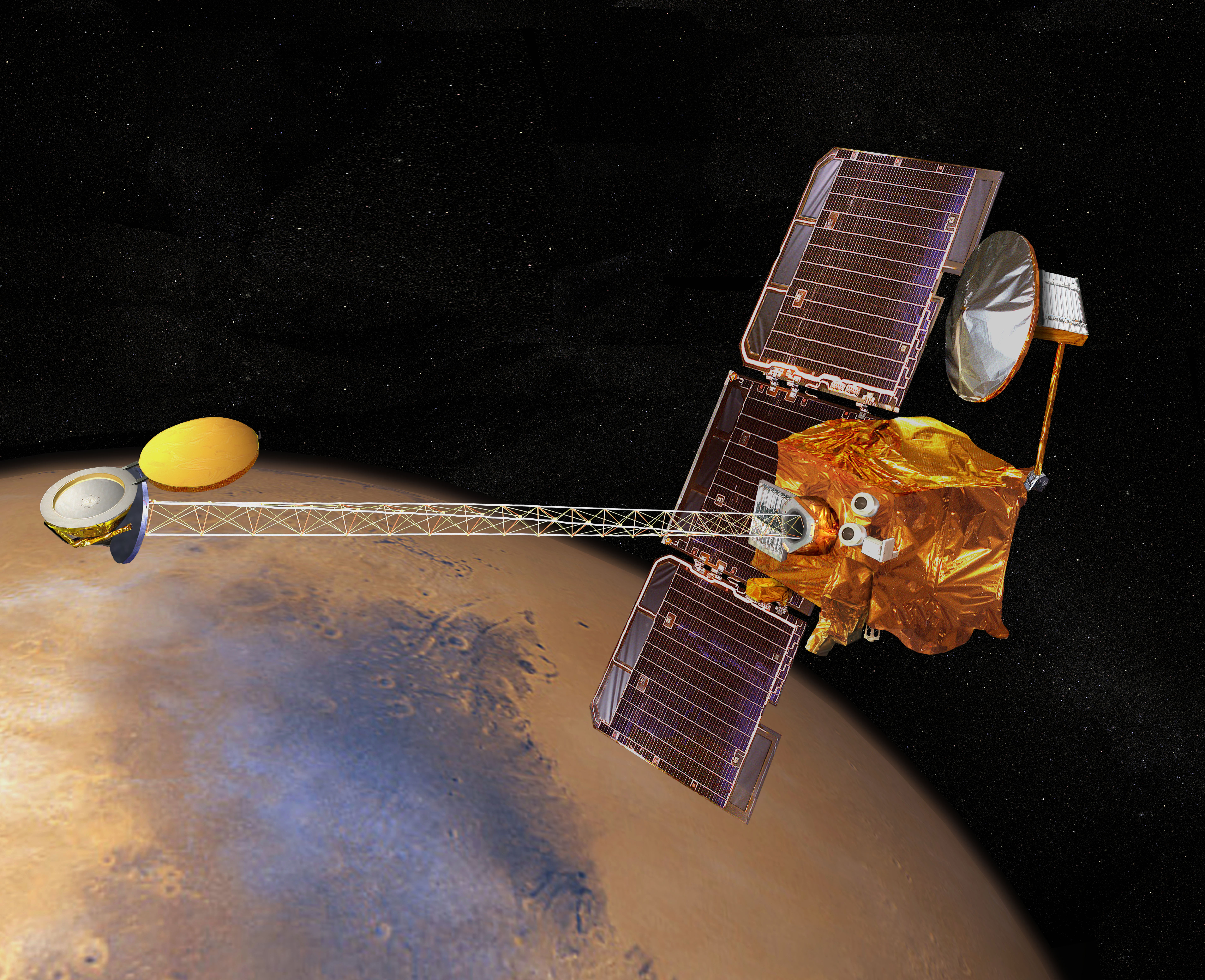
La Mars Odyssey 2001 usaba espectrómetros e "imagers" para capturar evidencias de la existencia de agua o actividad volcánica en Marte.

Más allá de los métodos primitivos que usaron nuestros ancestros (subir a un risco o a un árbol para ver el paisaje), la disciplina moderna surgió con la invención del vuelo. G. Tournachon (alias Nadar), un conocido piloto de globos, hizo fotografías de París desde su globo en 1858. También se usaron palomas mensajeras, cometas, cohetes y globos no tripulados para tomar imágenes. Con la excepción de los globos, estas primeras imágenes no fueron muy útiles para hacer mapas o para alguna investigación científica.
La fotografía aérea sistemática se desarrolló por los militares con objeto de la vigilancia y el reconocimiento de territorios en la Primera Guerra Mundial, y llegó a su clímax durante la Guerra Fría con el uso de aviones de combate modificados, como el P-51, el P-38, el RB-66 y el F-4C, o algunas plataformas de recogida de información como por ejemplo el U2/TR-1, el SR-71, el A-5 y el OV-1. Después se desarrollaron los métodos para crear sensores más pequeños que los usados por la ley y los militares, tanto en plataformas tripuladas como no-tripuladas.
La ventaja de esto es que requiere una mínima modificación a un determinado aeroplano. La tecnología de imágenes posterior incluía infrarrojos, imagen convencional, doppler y radares de apertura sintética.
El desarrollo de satélites artificiales ya en la segunda mitad del siglo XX permitió el uso de la teledetección remota para progresar a escala global y terminar con la Guerra Fría. El instrumental a bordo de varios observadores terrestres y plataformas meteorológicas como el Landsat, el Nimbus y algunas más recientes como el RADARSAT y el UARS proveyeron de medidas globales de información de varios tipos (civil, militar y de investigación). Las sondas espaciales a otros planetas también han brindado la oportunidad de conducir el estudio por teledetección remota a entornos extraterrestres; el radar de apertura sintética a bordo del Magellan proveyó de mapas topográficos detallados de Venus, mientras que los instrumentos a bordo del SOHO permitieron estudios del Sol y los vientos solares.
Las investigaciones recientes incluyen, a principios de las décadas de 1960 y 1970, el desarrollo del procesamiento de imágenes de imágenes satelitales. Varios equipos de investigación en Silicon Valley incluyen el centro de investigación de Ames de la NASA, el GTE y el ESL Inc. desarrollaron técnicas para usar la Transformada de Fourier como manera de mejora de la información de las imágenes.
La introducción de servicios Web en línea para el acceso rápido a información sobre teledetección remota en el siglo XXI (principalmente imágenes de baja o media resolución), como Google Earth, ha hecho posible que la teledetección remota sea algo familiar para el gran público y se haya hecho popular en el mundo de la ciencia.

## Software de teledetección remota
La información recogida por la teledetección remota es procesada y analizada por programas de ordenador.
Un gran número de aplicaciones de código abierto y otras tantas de pago para procesar esta clase de información. De acuerdo con el estudio NOAA realizado por Global Marketing Insights, Inc., la mayor parte de las aplicaciones entre las academias asiáticas relacionadas con la teledetección remota son: El ESRI con un 30 %, el ERDAS IMAGINE con un 25 %, ITT Visual Información Solutions (ENVI) con un 17 %, MapInfo con un 17 % y ERMapper con un 11 %. Entre las academias occidentales, el estudio constató estos otros porcentajes: ESRI 39 %, ERDAS IMAGINE 27 %, MapInfo 9 %, AutoDesk 7 % y ENVI con un 17 %. Otros paquetes de aplicaciones en relación con la teledetección remota incluyen PCI Gemoatics que desarrolla PCI Geomatica, un paquete de aplicaciones relacionadas con la teledetección remota líder en Canadá, IDRISI de los laboratorios Clark, y el software eCognition de Definiens. Algunas aplicaciones de código abierto son: GRASS GIS, QGIS, ILWIS, Optics, SPRING y Orfeo toolbox.

## Lecturas recomendadas
- Campbell, J.B. (2002). Introduction to remote sensing (3.ª edición). The Guilford Press.
- Jensen, J.R. (2007). Remote sensing of the environment: an Earth resource perspective (segunda edición). Prentice Hall.
- Jensen, J.R. (2005). Digital Image Processing: a Remote Sensing Perspective (3ª edición). Prentice Hall.
- Lentile, Leigh B.; Holden, Zachary A.; Smith, Alistair M. S.; Falkowski, Michael J.; Hudak, Andrew T.; Morgan, Penelope; Lewis, Sarah A.; Gessler, Paul E.; Benson, Nate C. (2006). Remote sensing techniques to assess active fire characteristics and post-fire effects 3 (15). International Journal of Wildland Fire. pp. 319-345. Archivado desde el original el 12 de agosto de 2014. Consultado el 25 de abril de 2010.
- Lillesand, T.M.; R.W. Kiefer, and J.W. Chipman (2003). Remote sensing and image interpretation (5.ª edición). Wiley.
- Richards, J.A.; and X. Jia (2006). Remote sensing digital image analysis: an introduction (4.ª edición). Springer.
- Mallorquí, Jordi J.; Blanco, P.; Navarrete, D.; Duque, S. (2006). Advances on DInSAR with ERS and ENVISAT Data using the Coherent Pixels Technique (CPT). IGARSS 2006.
- Lasaponara, Rosa; Nicola Masini (2012). Satellite Remote Sensing - A new tool for Archaeology. Remote Sensing and Digital Image Processing Series, Volume 16, 364 pp., ISBN 978-90-481-8801-7.